# .km
.km ist die länderspezifische Top-Level-Domain (ccTLD) der Komoren. Sie existiert seit dem 8. Juni 1998 und wird von der Comores Telecom verwaltet.

## Eigenschaften
Domains werden sowohl auf zweiter als auch dritter Ebene angemeldet. Letztere enthält zahlreiche themenbezogene Second-Level-Domains, beispielsweise .com.km für kommerzielle Unternehmen, .edu.km für Schulen und Universitäten, .gouv.km für Behörden und .mil.km für das Militär des Landes.

## Weblink
- Offizielle Website der Vergabestelle